# Phénix (U-Boot)
Die Phénix (Kennung: Q 157) war ein dieselelektrisches Hochsee-U-Boot der französischen Marine aus den frühen 1930er Jahren. Das 1928 in Nantes auf Kiel gelegte U-Boot gehörte dem ersten Baulos des sogenannten 1500-Tonnen-Typs, der Redoutable-Klasse, an. Die Phénix, benannt nach dem Fabelwesen Phönix, war das bislang einzige U-Boot der französischen Marine, das diesen Namen erhielt. Das U-Boot wurde im Oktober 1932 in Dienst gestellt, kam jedoch nicht im Zweiten Weltkrieg zum Einsatz, da es bereits im Sommer 1939 vor der Küste Französisch-Indochinas infolge eines Unfalles mit der gesamten Besatzung verloren ging.

## Technische Aspekte
Das U-Boot gehörte zum ersten Baulos des ab 1924 gebauten 1500-Tonnen-Typs. Diese Boote galten als relativ schnell und zeichneten sich durch eine gute Manövrierbarkeit sowohl in Überwasserlage als auch in getauchtem Zustand aus. Die Maximaltauchtiefe lag bei etwa 80 Metern, wobei das U-Boot zum Abtauchen etwa 45 bis 50 Sekunden benötigte. Während spätere Boote dieses Typs dank einer Maschinenleistung von insgesamt 8600 PS Überwassergeschwindigkeiten von bis zu 20 Knoten (ca. 37 km/h) erreichten, lag die Höchstfahrt in Überwasserlage bei den Booten des ersten Bauloses – die über etwas leistungsschwächere (insgesamt 6000 PS) 8-Zylinder-Dieselmaschinen der schweizerischen Firma Sulzer verfügten –, bei maximal etwa 17,5 Knoten (32 km/h). In getauchtem Zustand wurde der Antrieb von zwei je 1000 PS starken Elektromotoren von GEC Alsthom mit insgesamt 320 Batteriezellen übernommen. Der Brennstoffvorrat lag bei 95 Tonnen Dieselkraftstoff, was der Phénix, bei einer sparsameren Marschfahrt von 10 Knoten, eine Reichweite von etwa 10.000 Seemeilen ermöglichte, bei einer sehr sparsamen Höchstfahrt von 7 Knoten lag die Reichweite bei 14.000 Seemeilen. Die Boote hatten somit eine relativ hohe Überwasserreichweite und boten für die damaligen Verhältnisse gute Lebensbedingungen für die Besatzung.
Die Bewaffnung bestand aus einem 10-cm-Deckgeschütz L/45 Modell 1925 der Firma SMCA und zwei schweren 13,2-mm-Fla-Maschinengewehren, darüber hinaus besaß die Phénix insgesamt elf Torpedorohre, eine für die damalige Zeit vergleichsweise starke Torpedobewaffnung. Problematisch war indessen die externe Anordnung von sieben Rohren, da sie nicht auf hoher See nachgeladen werden konnten.

## Dienstzeit
Nach der Indienstnahme wurde die Phénix der 1. Flottille der 6. U-Boot-Division (6ième division sous-marine, DSM) in Brest zugeteilt und blieb bei dieser bis ins Jahr 1936 hinein. Im Sommer 1936 erfolgte die Verlegung ins Mittelmeer zur 5. U-Boot-Division (5ième division sous-marine), die in Toulon stationiert war. Im Herbst 1938 übernahm Capitaine de Corvette Gilbert Bouchacourt das Kommando über das U-Boot. Er kam später beim Untergang ums Leben.
Zwischen dem 4. November und dem 16. Dezember 1938 verlegte das U-Boot via Malta, den Suezkanal, Dschibuti, Colombo und Singapur nach Französisch-Indochina, um die Verteidigung der dortigen Kolonialgebiete zu verstärken. Während der Überführung ereignete sich ein Schaden an den Tiefenrudern, der nach der Ankunft in Saigon einen zweimonatigen Werftaufenthalt nach sich zog. Zwischen Mitte Februar und Ende April 1939 unternahm die Phénix, gemeinsam mit dem Schwesterboot L’Espoir Patrouillenfahrten im Golf von Tonkin und vor der Küste Französisch-Indochinas. Dabei wurden unter anderem die Cam Ranh Bay sowie die Häfen von Nha Trang, Vũng Tàu und Hải Phòng angelaufen. Im Juni 1939 sollte eine Fahrt nach Hongkong erfolgen, hierzu kam es jedoch nicht mehr, da das U-Boot zuvor in Verlust geriet.

## Untergang
Am Morgen des 15. Juni 1939 liefen die Phénix und die L’Espoir in Begleitung des Leichten Kreuzers La Motte-Picquet aus der Cam Ranh Bay aus, um gemeinsam mit einem Flugboot ein Manöver durchzuführen. Dieses sah auch Übungsangriffe mit Torpedos auf den Leichten Kreuzer vor. Kurz vor 10:30 Uhr an jenem Morgen tauchten die beiden U-Boote ab, rund 6,6 Seemeilen von der Cam Ranh Bay entfernt. Während die L’Espoir ihre Übungsangriffe fuhr und rund eine Stunde später wieder auftauchte, blieb die Phénix, die gemäß der Planungen um 11:15 Uhr wieder hätte auftauchen sollen, verschwunden. Nachdem das U-Boot sich nicht auf Funksprüche gemeldet hatte, wurde um 12:18 Uhr die Meldung seitens der L’Espoir abgesetzt, dass das Schwesterboot vermisst werden würde. Die La Motte-Picquet und die L’Espoir sowie Flugboote suchten danach erfolglos das Seegebiet ab, in welchem die Phénix vermutet wurde. Dabei konnte kurz nach 17:00 Uhr ein Ölfleck bemerkt werden, der dem gesunkenen U-Boot zugeordnet wurde. Die Phénix selbst wurde jedoch an diesem Tag noch nicht gefunden, wobei den beteiligten Suchkräften bekannt war, dass die Sauerstoffreserven des vermissten U-Bootes in den Nachtstunden des 15./16. Juni zur Neige gehen würden.

Am 16. Juni wurde die Suche, unter persönlicher Leitung des Generalgouverneurs für Französisch-Indochina, Jean Decoux, fortgesetzt, wobei neben der La Motte-Picquet und der L’Espoir auch der Aviso Marne und das Vermessungsschiff Octant zum Einsatz kamen. Schließlich fand ein Aufklärungsflugboot des Typs Loire 130, bedingt durch das sehr klare Wasser, das gesunkene U-Boot etwa zwölf Seemeilen nördlich der der Cam Ranh Bay vorgelagerten Insel Binh Hung. Die Untergangsposition befindet sich etwa 225 Seemeilen nordöstlich von Saigon. Die Phénix lag an einem unterseeischen Abhang, wobei der Bug sich etwa 40 Meter und das Heck rund 105 Meter unterhalb der Wasseroberfläche befanden. Da keine Möglichkeit bestand, weitere Bergungen vorzunehmen – ein spezielles Taucherwerkstattschiff stand der französischen Marine in Französisch-Indochina nicht zur Verfügung – und da die Besatzung (sollte sie den Untergang anfangs überlebt haben) zu diesem Zeitpunkt nicht mehr am Leben sein konnte, markierte der Aviso Marne die Untergangsstelle mit einer Boje. Am 17. Juni 1939 gab die französische Regierung in einem offiziellen Kommuniqué den Verlust des U-Bootes mit der gesamten Besatzung bekannt. 

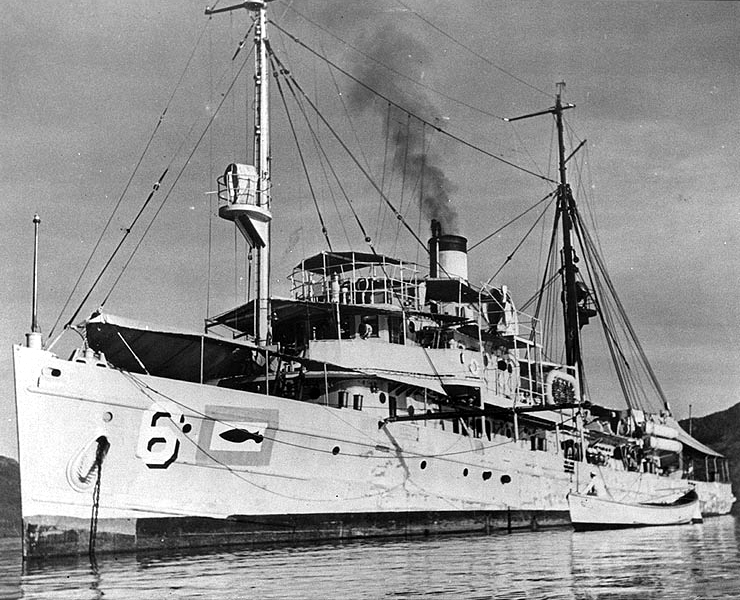
Das US-Rettungsschiff Pigeon, ein umgebauter Minensucher, im Juli 1939 in der Cam Ranh Bay.

Einige Tage später traf das zur Unterstützung von der französischen Marine angeforderte U-Boot-Rettungsschiff Pigeon (ASR-6) der United States Navy am Unglücksort ein. Da das Wrack des U-Bootes allerdings für Taucher zu tief lag, wurde der Versuch unternommen, das U-Boot mithilfe von Ketten in seichteres Wasser zu ziehen. Diese Versuche erwiesen sich letztlich als nicht erfolgreich und es gelang lediglich, das Heck des Bootes bis auf etwa 95 Meter Wassertiefe nach oben zu ziehen, was für einen Tauchereinsatz aber immer noch zu tief war. Alle weiteren Bergeversuche wurden schließlich am 5. Juli 1939 eingestellt.
Was genau das Unglück ausgelöst hatte, ist bis heute ungeklärt. Spekulationen beinhalteten, dass der Defekt an den Tiefenrudern während der Verlegungsfahrt nach Indochina (siehe oben) eine Rolle gespielt haben könnte. Ebenso wurden eine Batterieexplosion in Erwägung gezogen sowie der Umstand, wonach wegen der tropischen Sommerhitze die Luken alle geöffnet waren und eine der Luken vor dem Einleiten des Tauchmanövers am 15. Juni versehentlich nicht geschlossen worden war, was einen katastrophalen Wassereinbruch ausgelöst hätte. Keine dieser Mutmaßungen konnte bislang bestätigt werden.
Beim Untergang des U-Bootes starben alle 71 Besatzungsangehörigen (nach anderen Angaben befanden sich sogar insgesamt 80 Seeleute an Bord), darunter auch Kommandant Bouchacourt. Gemessen an der Opferzahl handelt es sich um einen der folgenschwersten Unfälle eines französischen U-Bootes in Friedenszeiten, gleichwohl indessen ist der Unfall selbst heute weitgehend in Vergessenheit geraten. Das Wrack der Phénix liegt noch heute vor der Insel Binh Hung.